# Carleton County, New Brunswick
Carleton County är ett county i Kanada.   Det ligger i provinsen New Brunswick, i den östra delen av landet, 600 km öster om huvudstaden Ottawa.
I omgivningarna runt Carleton County växer i huvudsak blandskog. Runt Carleton County är det mycket glesbefolkat, med 4 invånare per kvadratkilometer.